# Легенда о любви (фильм, 1984)
«Леге́нда о любви́» (хинди सोनी महिवाल, англ. Sohni Mahiwal) — советско-индийский кинофильм-мелодрама 1984 года. Вторая совместная работа советского режиссёра Латифа Файзиева и индийского режиссёра Умеша Мехры (первой их совместной работой был фильм «Приключения Али-Бабы и сорока разбойников» 1979 года). В главных ролях Санни Деол и Пунам Дхиллон. Премьера состоялась в Индии в Дели 15 ноября 1984 года. В декабре того же года фильм вышел в СССР, заняв 14 место в советском кинопрокате этого года: его посмотрело порядка 21.1 млн зрителей. 

## Сюжет
В основу сюжета фильма легла древняя индийская легенда «Сони Махиваль» (Sohni Mahiwal) о любви бухарского юноши и индийской девушки.
Две бездетные супружеские пары просят старого мудреца пустыни помочь исполнить их заветное желание: они хотят иметь детей. Мудрец предсказывает им, что в одной семье родится единственный сын, а в другой — единственная дочь, а когда молодые люди вырастут, то полюбят другу друга, что может стать причиной их преждевременной гибели.
Прошло много лет. В день своего совершеннолетия Иззат, единственный сын и наследник бухарского купца, увидел в воде кувшина, присланного в подарок из далёкой Индии, отражение прекрасной девушки. Иззат присоединяется к каравану, идущему в Индию, и отправляется на поиски своей любви.
В штате Гуджарат он находит Санию и становится учеником её отца Туллы, гончарных дел мастера, что позволяет влюблённым чаще видеться. Это вызывает недовольство жителей деревни. Тулла планирует выдать дочь замуж за другого. Во время свадьбы Сания сбегает из дома в поисках Иззата. Начинается гроза, и влюблённые погибают в водах вышедшей из берегов реки. 

## В ролях
| Актёр               | Роль                                    |
| ------------------- | --------------------------------------- |
| Санни Деол          | Мирза Иззат Бек (Иззат)                 |
| Пунам Дхиллон       | Сания́ (Со́ни в оригинале)                |
| Зинат Аман          | Зарина, предводительница разбойников    |
| Пран                | Тулла́, гончарных дел мастер, отец Сании |
| Тануджа             | жена Туллы                              |
| Шамми Капур         | старый мудрец, «отец пустыни»           |
| Гульшан Гровер      | Нур                                     |
| Ракеш Беди          | Саламат, слуга и друг Иззата            |
| Зульхумор Муминова  | Саламати, возлюбленная Саламата         |
| Гульчехра Джамилова | Малькани                                |
| Исамат Эргашев      | Джадру, брат Малькани, друг Иззата      |
| Наталья Крачковская | женщина в караване                      |
| Учкур Рахманов      | мужчина в караване                      |
| Фрунзик Мкртчян     | Барманду, разбойник                     |
| Закир Мухамеджанов  | Исмаилбек, отец Иззата                  |
| Наби Рахимов        | Караван-баши, дядя Иззата               |
| Тамара Оганесян     | мать Иззата                             |
| Мажар Хан           | Рашид                                   |
| Санат Диванов       | телохранитель                           |

### Роли дублируют
- Владимир Антоник — Иззат (роль Санни Деола)
- Ольга Гаспарова — Зарина (роль Зинат Аман)
- Олег Голубицкий — Тулла (роль Прана)
- Владимир Ферапонтов — Нур (роль Гульшана Гровера)
- Леонид Белозорович — Саламат (роль Ракеша Беди)
- Наталья Гурзо — Саламати (роль Зульхумор Муминовой)
- Сергей Малишевский — Джадру (роль Исамата Эргашева)
- Юрий Саранцев — разбойник Барманду (роль Фрунзика Мкртчяна)
- Артём Карапетян
- Вадим Захарченко

## Производство
В фильме запечатлены горы Алатау, поля цветов совхоза «Таугуль» ныне мкр «Таугуль-3» г. Алматы Казахстан.
Съёмочная группа
- Режиссёры: Латиф Файзиев, Умеш Мехра
- Директора фильма (продюсеры): Ф. С. Мехра, Парвеш С. Мехра
- Сценаристы: Латиф Файзиев, Умеш Мехра, Шанти Пракаш Бакши, Джавед Сиддики, Ульмас Умарбеков
- Операторы: Даврон Абдуллаев, Абдулиев Дюран, С. Паппу, Абдул Рашид Папу
- Художники: Садритдин Зиямухамедов (постановщик), Бабурао Поддар, Бану (по костюмам), Рафаэль Сулейманов (по костюмам)
- Монтажёры: М. С. Шинде, Зухра Умарова
- Звукорежиссёр: Брахмананд Шарма
- Постановщик танцев: П. Л. Радж[англ.]

## Саундтрек
Все тексты написаны Анандом Бакши, вся музыка написана Ану Маликом и Владимиром Миловым.
| №  | Название                      | Исполнители              | Длительность |
| -- | ----------------------------- | ------------------------ | ------------ |
| 1. | «Sohni Chinab Di Kinare»      | Анупама Дешпанде и хор   | 04:24        |
| 2. | «Mujhe Dulhe Ka Sehra»        | Аша Бхосле, Шаббир Кумар | 06:33        |
| 3. | «Sohni Meri Sohni»            | Аша Бхосле, Анвар        | 08:48        |
| 4. | «Bol Do Mithe Bol Soneya»     | Аша Бхосле, Шаббир Кумар | 06:58        |
| 5. | «Chand Ruka Hai»              | Аша Бхосле               | 07:25        |
| 6. | «Sohni Chinab Di Kinare (II)» | Анупама Дешпанде, Анвар  | 06:54        |

## Награды и номинации
Filmfare Awards (1985)
Призы:
- Лучший женский закадровый вокал — Анупама Дешпанде за песню «Sohni Chinab Di»
- Лучший монтаж — М. С. Шинде
- Лучшая работа звукорежиссёра — Брахмананд Шарма

Номинации:
- Лучшая музыка к фильму — Ану Малик
- Лучшие слова к песне для фильма — Ананд Бакши за стихи к песне «Sohni Chinab Di»
- Лучший мужской закадровый вокал — Шаббир Кумар